# クバの布

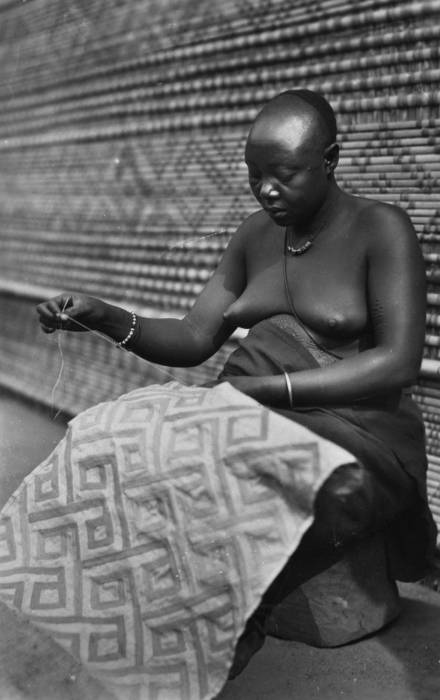
アップリケを施すコンゴ・クバ族の女性

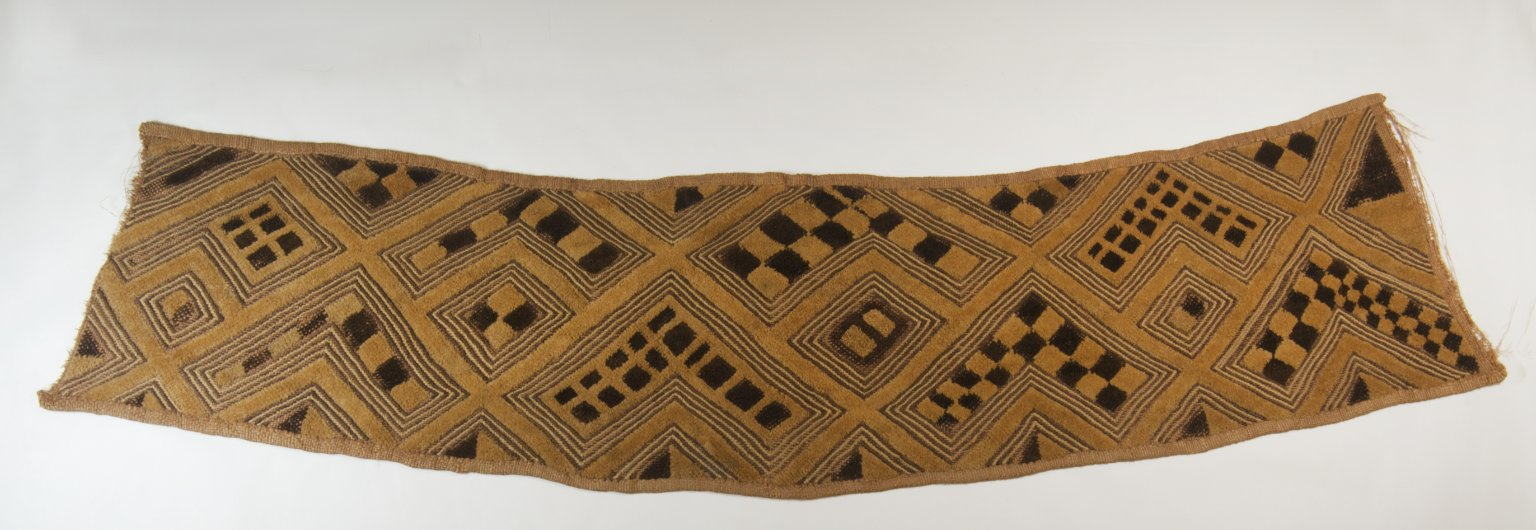
ラフィア布（ブルックリン博物館所蔵）

クバの布（クバのぬの、英語: Kuba textiles）は、現在はアフリカ・コンゴ民主共和国に属する往時のクバ王国の伝統の布で、様々な模様が描かれている。男性が布を織り、女性がこうしたアップリケを施す。
クバの布は、デザインと表面装飾の精巧さと複雑さのために、コンゴ民主共和国（旧ザイール）でもユニークなものである。ほとんどの布は、ヤシの葉の繊維の長方形または正方形の断片であるが、直線状の刺繍やベルベットに似たパイル表面を形成する他のステッチで実行される幾何学的なデザインによって強化される。女性は、ラフィアの布を、儀式用のスカート、草ビロード、頭飾り、バスケットなど、さまざまな形の布に変えてゆく。

## ラフィアの布
クバ文化では、男性がラフィアヤシの栽培し、ラフィア布を織る。さまざまな目的のためにいくつかのタイプのラフィア布が生産されるが、その最も一般的な形態は、装飾織物の基礎として使用される平布である。男性は、傾斜した形の織機で布を作り、それを使用して衣類にし、また一族の女性たちへ基礎布を供給する。織機から最初に裁断されるとき、布は粗いので、乳鉢で叩かれ、それが柔らかくなり、女性が行なう表面装飾への準備が整う。

## 影響
クバの布は世界的にも珍重されていて、日本へも輸入されている。
20世紀の画家アンリ・マティスが晩年に切り絵を製作していた時代には、クバの布の影響があったといわれている。

## 参照項目
- クバの芸術 (Kuba art)
- コンゴ民主共和国の文化 (Culture of the Democratic Republic of the Congo)